# Mozzanica
Mozzanica (lombardul: Musanega) település Olaszországban, Lombardia régióban, Bergamo megyében. Lakosainak száma 4380 fő (2023. január 1.). Mozzanica Caravaggio, Fornovo San Giovanni, Castel Gabbiano, Fara Olivana con Sola és Sergnano községekkel határos.

## Népesség
A település lakossága az elmúlt években az alábbi módon változott:
| Lakosok száma | 4546 | 4551 | 4380 |
|               | 2017 | 2018 | 2023 |